# Carel Anton Fodor

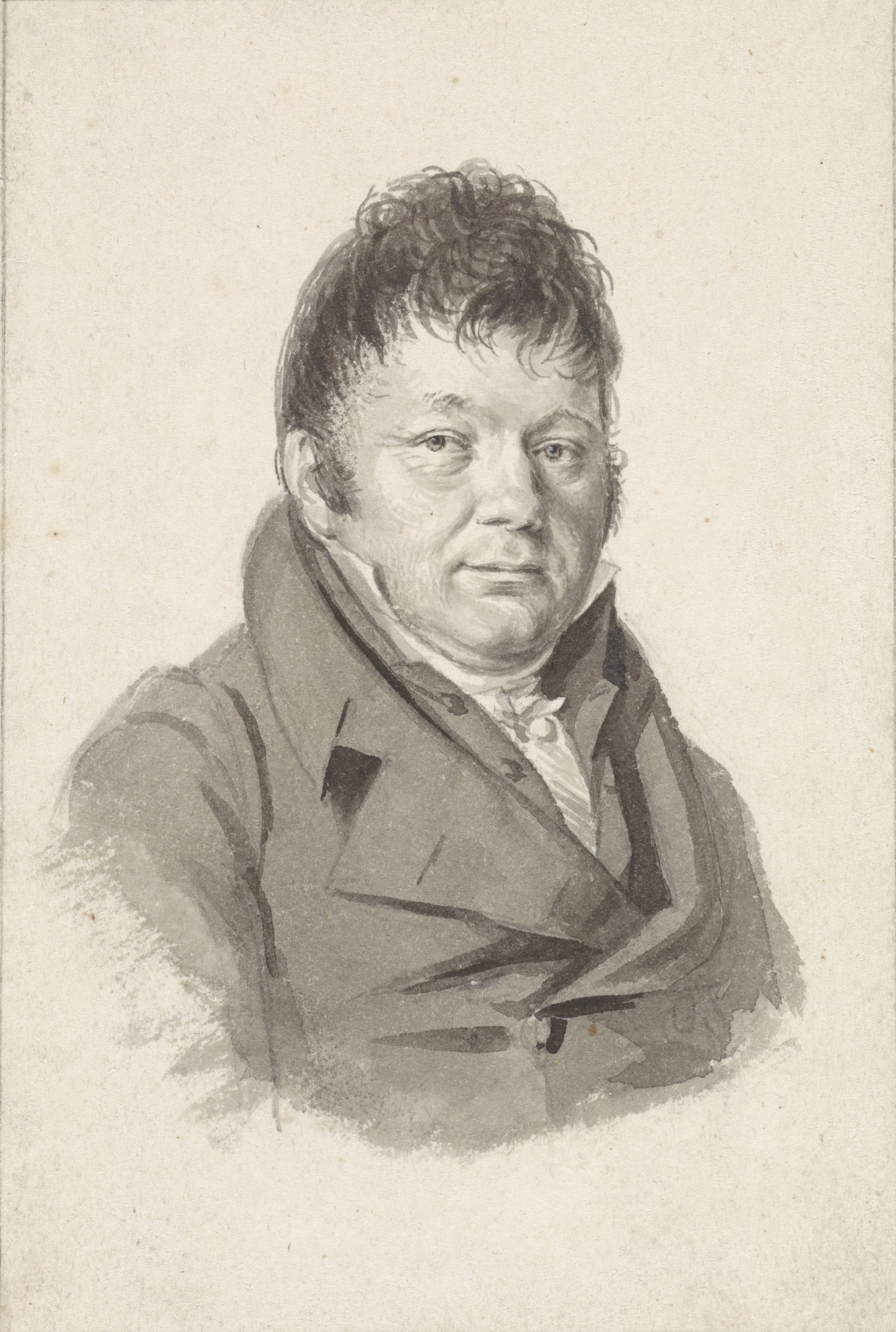
Antoine Fodor, gemalt von Hendrik Willem Caspari

Carel Anton Fodor oder Carolus Antonius Fodor (* 12. April 1768 in Venlo; † 22. Februar 1846 in Amsterdam) war ein niederländischer Komponist, Pianist und Dirigent.

## Leben
Antoine Fodor, wie er genannt wurde, war der Sohn des vermutlich aus Ungarn stammenden Geigers Carel Fodor. Ersten Cembalounterricht erhielt er in seiner Heimatstadt. Schon als Kind bestritt er mit seinem Vater zahlreiche Konzerte. In Begleitung seiner älteren Brüder Josephus Andreas Fodor und Carolus Emanuel Fodor reiste er 1781 nach Paris, hier erhielt er weiteren Musikunterricht, auch wurden in dieser Zeit seine ersten Kompositionen verlegt. 1790 kehrte Antoine Fodor in die Niederlande zurück. In Amsterdam gab er im Juli 1790 ein Konzert im Konzertsaal der Gesellschaft Felix Meritis und im Oktober ein Konzert am Hof in Den Haag. Seinen Lebensunterhalt verdiente er in Amsterdam als Kohlenhändler, Klavierlehrer und Komponist. In Nachfolge von Bartholomeus Ruloffs (1741–1801) wurde er 1801 Dirigent des Orchester der „Gesellschaft Felix Meritis“ und ein Jahr später ebenfalls Dirigent der Konzertgesellschaft „Eruditio Musica“. 1808 ernannte ihn Louis Bonaparte zum Vorsitzenden des neu gegründeten Vorläufers der Königlich Niederländischen Akademie der Wissenschaften. 1811 gehörte er zu den Mitinitiatoren einer Konzertserie, zu ihnen zählte auch Johann Wilhelm Wilms, „Donnerstagskonzerte“ genannt.
Beide Brüder Carel Anton Fodors waren ebenfalls Musiker und Komponisten, der Pianist Carolus Emanuel wirkte in Paris und der Geiger Josephus Andreas wirkte ab dem Ende der 1790er Jahre in Sankt Petersburg. Sein 1801 geborener Sohn Carel Joseph Fodor starb 1860 und hinterließ seiner Vaterstadt seine Kunstsammlung. Sein Haus Keizersgracht 609 wurde zum Museum umgebaut und bestand bis zur Aufteilung der Sammlung in den 1990er Jahren als Museum Fodor.

## Werke (Auswahl)
Antoine Fodors frühe Werke lehnen sich an die Wiener Klassik an, nach 1800 nahmen seine Kompositionen mehr und mehr frühromantischen Charakter an.
Fodor komponierte drei Sinfonien (Opp. 5, 12 und 19), acht Klavierkonzerte, 5 Klavierquartette, Chorwerke, Lieder und weitere Kammermusik. Seine etwa 1830 entstandene Oper Numa Pompilius, tweede Koning van Rome gilt als verschollen.

## Diskografie
- In „Concertos hollandais pour piano“ Ensemble Cristoferi, Solist Arthur Schoonderwoerd am Tangentenklavier. (Label: ALPHA 052, 2004)